# Most Retmański w Krakowie
Most Retmański – zabytkowy kamienny most w Krakowie w dzielnicy XIII, na Ludwinowie nad rzeką Wilgą, przy jej ujściu do Wisły. 
Łączy ulicę Ludwinowską z ulicą Jana Długosza, łącząc Bulwar Wołyński z Bulwarem Podolskim.
Most ten jest jedynym nieleżącym nad Wisłą oficjalnie nazwanym mostem w Krakowie. Został zbudowany w 1938 roku jako element niezrealizowanego kanału Śląsk – Kraków. Jego nazwa, ustanowiona w 1991 r.,) nawiązuje do funkcji retmana – starszego flisaka kierującego spływem i odpowiedzialnego za stan i transport tratew. Pobliskie tereny stanowiły ośrodek osadniczy krakowskich flisaków.
Jezdnia na moście ma nawierzchnię brukową.

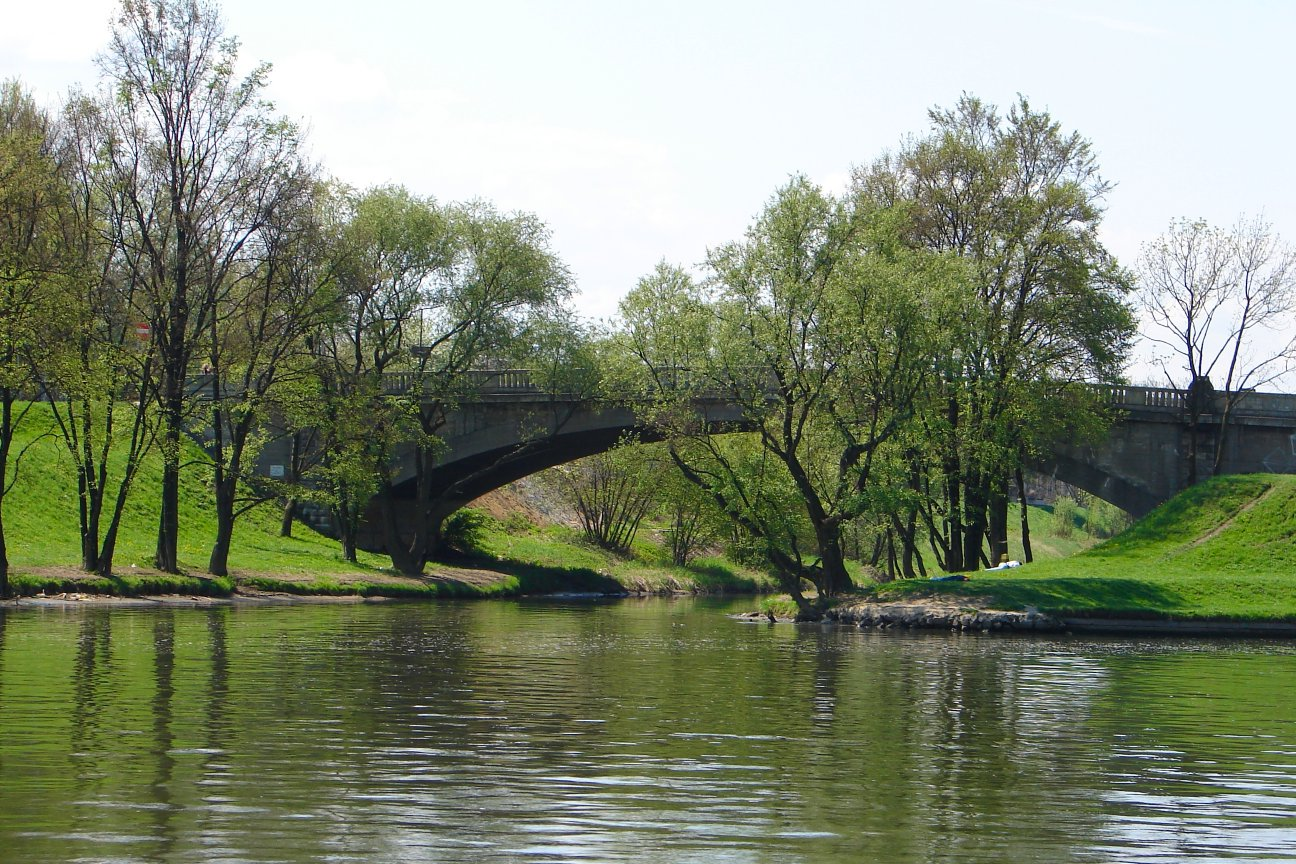
Most od strony Wisły (widok z Kazimierza)
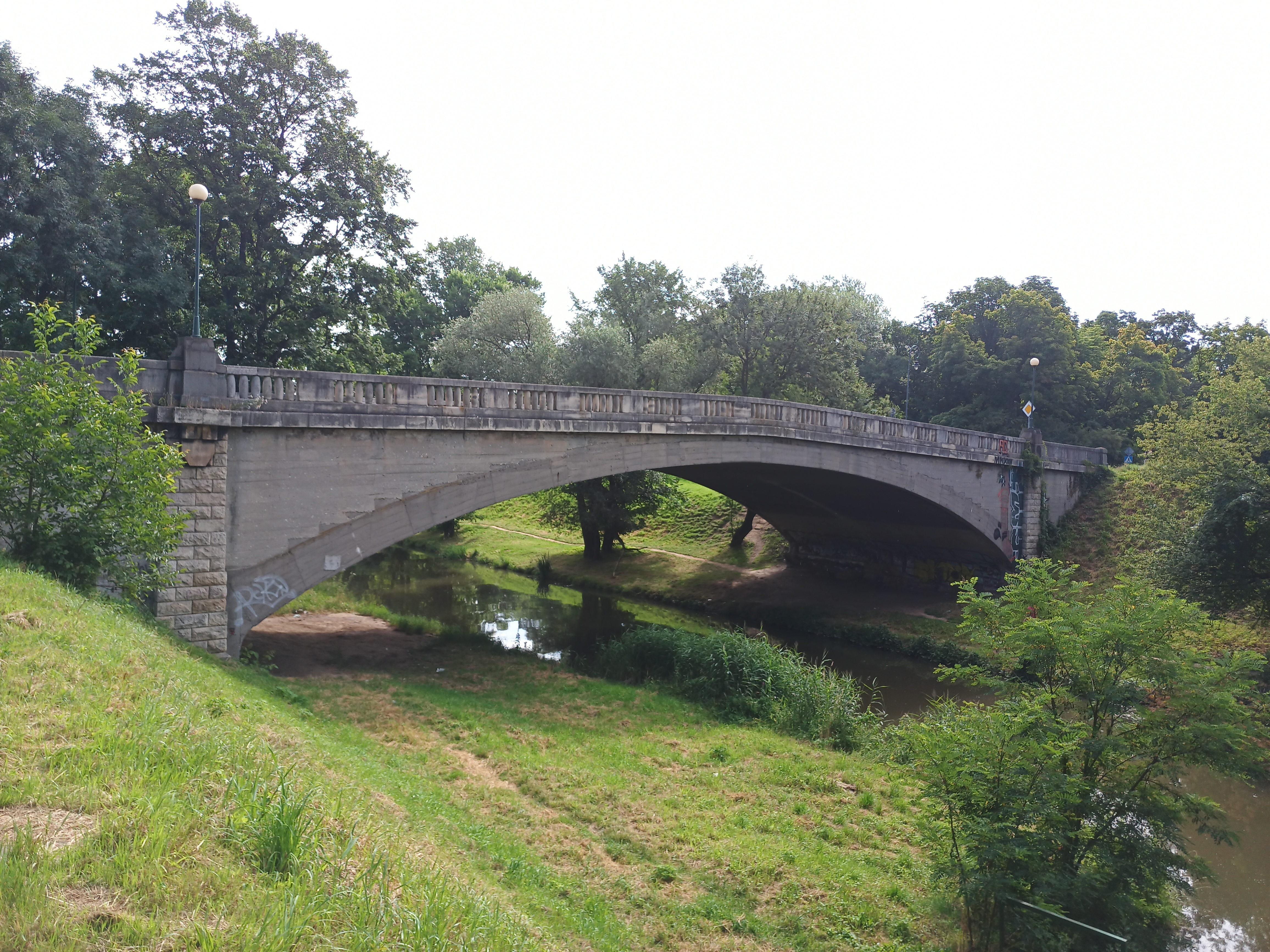
Widok w kierunku ujścia Wilgi
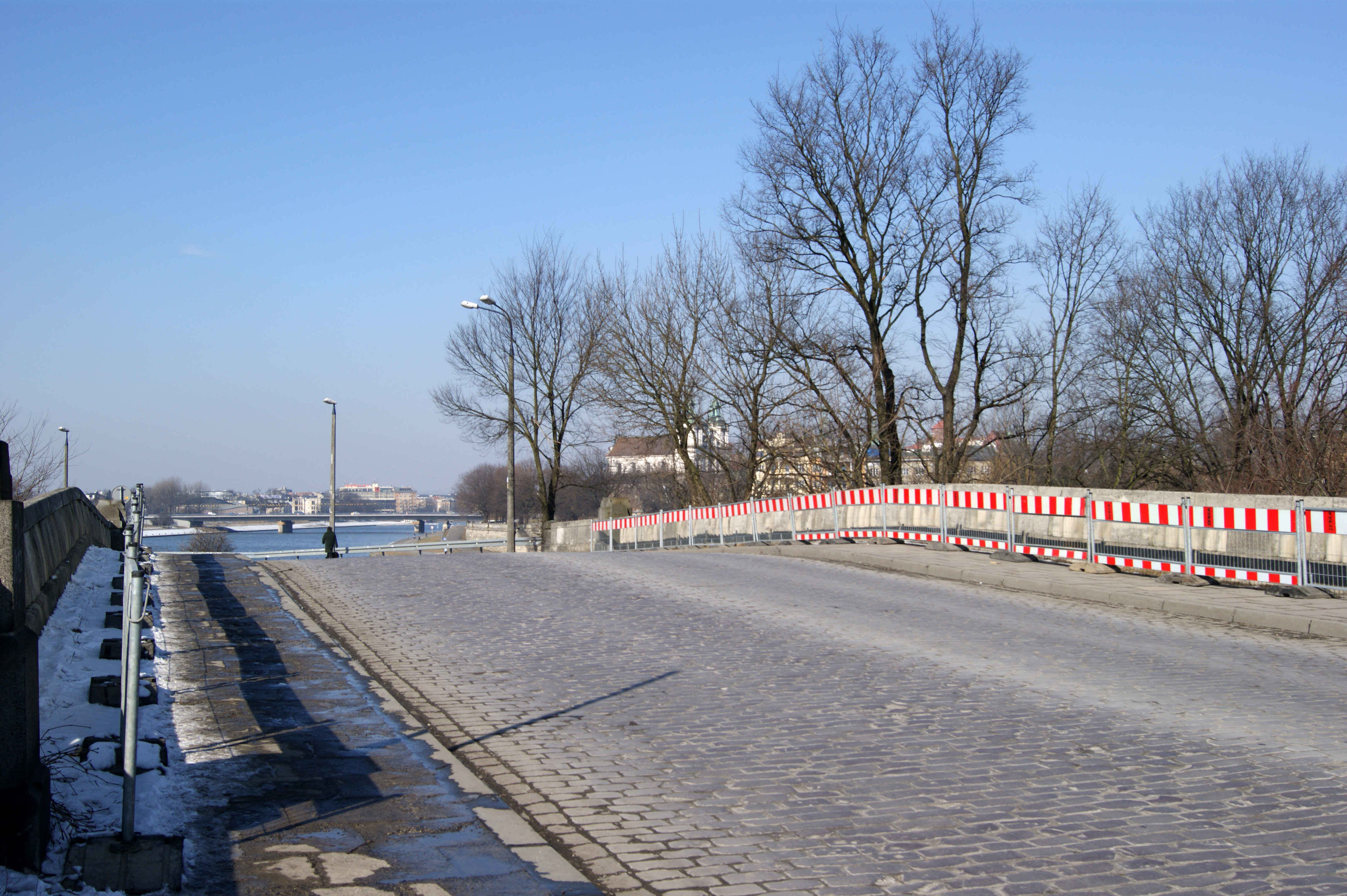
Widok z mostu, w głębi most Grunwaldzki, po prawej kościół na Skałce
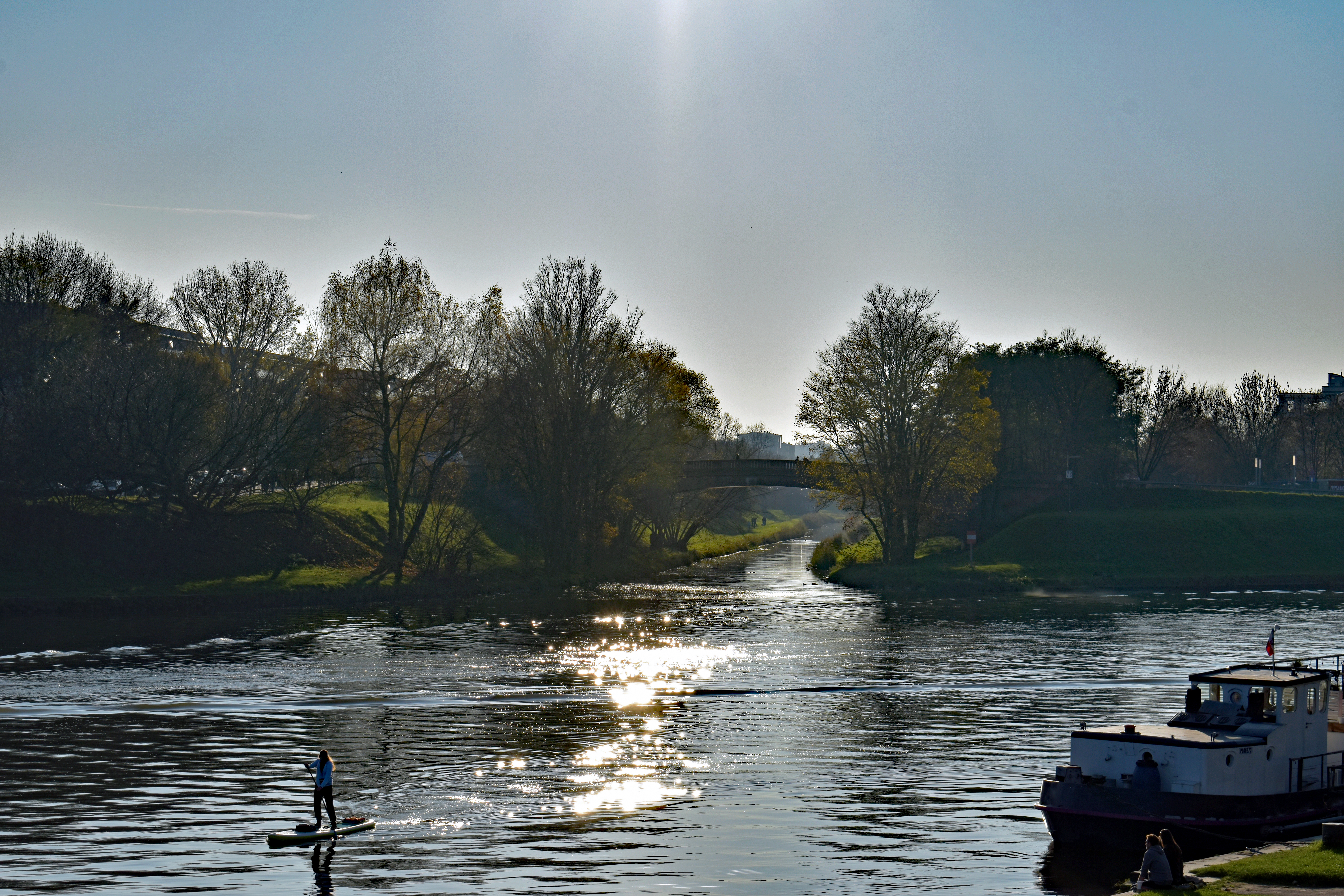
Wisła, Wilga i most.